# Super Mario Land 2: 6 Golden Coins
Super Mario Land 2: 6 Golden Coins is een platformspel, uitgebracht voor de Game Boy op 28 januari 1993 en tevens het officiële vervolg op Super Mario Land.
In het spel moet Mario zijn kasteel terug zien te krijgen van de kwaadaardige Wario, door het vinden van de 6 gouden munten die hij door het hele land verspreid heeft. Maar wanneer Mario al zijn levens verliest, moet hij alle levels waarin een eindbaas moet worden verslagen opnieuw voltooien om de munten weer terug te krijgen. Super Mario Land 2: 6 Golden Coins is het eerste spel waarin Wario voorkomt, hij maakt hier tevens zijn debuut als eindbaas. In de traditie van de Mariospellen zijn de werelden in het spel erg verschillend en zijn ze allemaal op verschillende thema's gebaseerd.

## Het verhaal
De doortrapte vijand Wario smeedt geheimzinnige plannetjes: hij laat een duivelse vloek op Mario Land los, laat alle inwoners hersenspoelen (zodat ze denken dat Mario hun vijand is) én hij neemt het kasteel van Mario over. Mario moet hem stoppen voor het te laat is, maar moet eerst de 6 gouden munten weten te vinden die verspreid liggen over het hele land. Als Mario er uiteindelijk in slaagt alle gouden munten te vinden, kan hij zijn kasteel opnieuw betreden en afrekenen met de duivelse Wario.

## Zones en levels
Super Mario Land 2: 6 Golden Coins kent 6 thematische zones met elk één gouden munt.

### Tree Zone
Deze zone speelt zich af in, op en rondom een reusachtige boom. De vijanden van deze zone zijn voornamelijk vogels en insecten en de grote "baas" is een reusachtige vogel die de eerste gouden munt in bezit heeft. Aan Mario de taak om de vogel te verslaan en de munt te bemachtigen.
Levels: 2, 3, 4, 5, 6, 7.

### Space Zone
Deze zone speelt zich af in de ruimte. Vijanden zoals de welbekende ruimtewezens zijn steeds aanwezig om Mario proberen te dwarsbomen en hij zal het moeten opnemen tegen de mysterieuze spaceman Tatanga (gekend uit Super Mario Land) om de tweede munt te bemachtigen.
Levels: 10,11,12

### Macro Zone
Deze zone speelt zich af in een gigantisch huis met reusachtige wezens. Alles is uitvergroot en Mario zal verschillende kamers (zoals keuken en zolder) moeten doorkruisen en het vervolgens op te nemen tegen een doortrapte, gemene rat. Als de zone wordt uitgespeeld is munt 3 tot Mario's beschikking.
Levels: 13,14,15,16,17

### Pumpkin Zone
Deze zone is rond Halloween gethematiseerd. Alle levels spelen zich af rondom een gigantische pompoen en vijanden zoals spoken en geesten proberen alles om Mario tegen te houden. Als spannende climax is er ten slotte een duel met Mario en een heks.
Levels: 18,19,20,21,22,23

### Mario Zone
Deze zone speelt zich af in een speelgoed-achtige omgeving. Alles is van speelgoed gemaakt en de "grote bazen" van deze zone zijn de 3 biggetjes. Als Mario erin slaagt om deze monsters te verslaan, krijgt hij de vijfde en voorlaatste munt tot zijn beschikking.
Levels: 24,25,26,27

### Turtle Zone
Deze zone speelt zich af in de buik van een grote waterschildpad. Gethematiseerde waterlevels staan hier centraal en vijanden zoals zeesterren en octopussen maken hun opwachting om Mario dwars te liggen. In het laatste level moet Mario het opnemen tegen een gigantische octopus.
Levels: 28,29,30,31

### Levels buiten de zones
Levels: 1,8,9,32(Wario's Castle)

## Voorwerpen
In het spel kan Mario verschillende power-ups tegenkomen, hieronder volgt een lijstje:
- Star: Mario wordt tijdelijk onsterfelijk voor vijanden.
- Super Mushroom: Mario wordt dubbel zo groot en extra beschermd tegen vijanden.
- Fire Flower: Mario kan vuurballen gooien om o.a. vijanden te verslaan.
- 1-Up Heart: Mario krijgt één extra leven.
- 3-Up Heart: Mario krijgt drie extra levens.
- Munt: Hiermee kan Mario het slot machine mini-game spelen op de wereldkaart.
- Money Bag: Deze telt 50 munten die gebruikt kunnen worden in het slot machine mini-game op de wereldkaart.
- Carrot: Mario verandert in Bunny Mario en hij zal altijd zacht neerkomen.

## Verbeteringen
Super Mario Land 2: 6 Golden Coins bevat vele verbeteringen ten opzichte van het eerste deel: de speler kan nu het beeld naar links verplaatsen, power-ups met vele mogelijkheden zijn aanwezig, de levels zijn niet lineair maar te kiezen via een kaart in beeld en er zijn back-upopslagmogelijkheden voor de batterij. Tevens zijn er verborgen levels toegevoegd, iets wat ook ontbrak in het vorige spel. De lay-out van dit spel lijkt erg op die van Super Mario World voor de Super NES.